# Lawrence Benjamin Brown
Lawrence Benjamin Brown (* 28. August 1893 in Jacksonville/Florida; † 25. Dezember 1973 in New York City) war ein US-amerikanischer Pianist und Arrangeur.
Der Sohn eines ehemaligen Sklaven hatte den ersten Musikunterricht bei William Riddick. In Boston setzte er seine Klavierausbildung, finanziert teils durch Stipendien, teils durch Arbeit als Fahrstuhlführer, fort. 1915 hatte er sein professionelles Debüt als Klavierbegleiter des Sängers Sydney Woodward. Von 1918 bis 1923 arbeitete er mit Roland Hayes zusammen, mit dem er u. a. nach England reiste. Dort setzte er 1920 seine Ausbildung am Trinity College of Music bei Amanda Aldridge, einer Tochter des Schauspielers Ira Aldridge fort und trat 1921 im Buckingham-Palast vor dem Königspaar auf. Mit der Cellistin Beatrice Harrison führte er 1923 eigene Arrangements in der Wigmore Hall auf.
Mitte der 1920er Jahre befasste sich Brown eingehend mit der Geschichte der afroamerikanischen Musik und sammelte im Süden der USA mehr als einhundert Songs und Spirituals. Dreißig seiner Arrangements hiervon erschienen in James Weldon Johnsons Book of American Negro Spirituals  (1925) und seinen eigenen Negro Folk Songs (1930), darunter Joshua Fit De Battle of Jericho, Steal Away, Swing Low, Sweet Chariot, L’il David und Ezekiel Saw De Wheel.
Paul Robeson war der erste bedeutende Sänger, der Browns Arrangements im Konzert (1925 im Greenwich Village Theatre) aufführte. Hieraus entstand eine Zusammenarbeit der beiden Musiker, die mehr als 40 Jahre andauerte. Beide tourten in den 1930er Jahren durch Europa, traten in Paris, London und Dublin, vor dem Prince of Wales und dem König von Spanien auf und nahmen für RCA Victor Klassiker wie Nobody Knows de Trouble I’ve Seen, Sometimes I Feel Like a Motherless Child und Joe Hill auf. Ihn verband eine persönliche Freundschaft mit Robeson und seiner Familie, die sich auch bewährte, als Robeson in der McCarthy-Ära seiner Arbeitsmöglichkeiten beraubt wurde. Als Robeson 1963 seine Laufbahn aus gesundheitlichen Gründen beendete, setzte sich auch Brown in Harlem zur Ruhe.